# Monnaie royale canadienne
La Monnaie royale canadienne (anglais : Royal Canadian Mint) est une société d'État canadienne qui produit toutes les pièces de monnaie au Canada. Elle a été fondée en 1908 et est régie par la Loi sur la Monnaie royale canadienne.

## Description

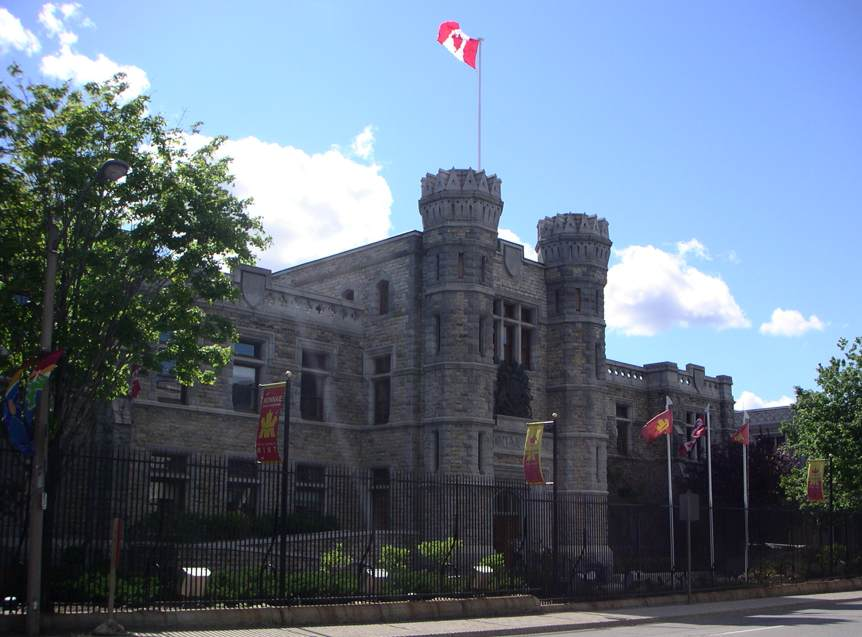
Monnaie royale canadienne (Ottawa)

Elle fabrique des pièces de circulation ayant cours légal de 5 cents, 10 cents, 25 cents, 50 cents, 1 dollar et 2 dollars. C’est le seul organisme canadien à avoir le pouvoir de le faire selon l’article 7 de la Loi sur la monnaie. Elle crée également des pièces commémoratives pour les événements spéciaux. La Monnaie royale canadienne produit des pièces de circulation étrangères, des pièces hors circulation dites « numismatiques » pour les collectionneurs et des produits d’investissement (métaux précieux). Elle doit aussi gérer le système de monnayage au Canada et conseiller le ministre des finances par rapport à la monnaie. La Monnaie royale canadienne est un organisme à but lucratif dont le seul actionnaire est le gouvernement du Canada.
Selon l’annexe 1 de la Loi sur la Monnaie royale canadienne, la société d’État ne peut créer que des pièces hors-circulation d’une certaine valeur : un million de dollars, deux mille cinq cents dollars, cinq cents dollars, trois cent cinquante dollars, trois cents dollars, deux cent cinquante dollars, deux cents dollars, cent soixante-quinze dollars, cent cinquante dollars, cent vingt-cinq dollars, cent dollars, soixante-quinze dollars, cinquante dollars, trente dollars, vingt-cinq dollars, vingt dollars, quinze dollars, dix dollars, huit dollars, cinq dollars, quatre dollars, trois dollars, deux dollars, un dollar, cinquante cents, vingt-cinq cents, dix cents, cinq cents, trois cents et un cent. Ces pièces se vendent plus cher que leur valeur nominale et leur vente constitue une source de profit pour la Monnaie royale canadienne. Les pièces hors-circulation ont un pouvoir libératoire (c’est-à-dire qu’elles peuvent être utilisées en magasin).

## Identité visuelle

Évolution du logo <small&gt;La Monnaie Royale Canadienne a changé son logo quelques fois, mais voici les 2 principaux logos les plus connus et récents:</small&gt;
Logo entre environ 2007 et juin 2013.
Logo depuis 2013.

## Infrastructures

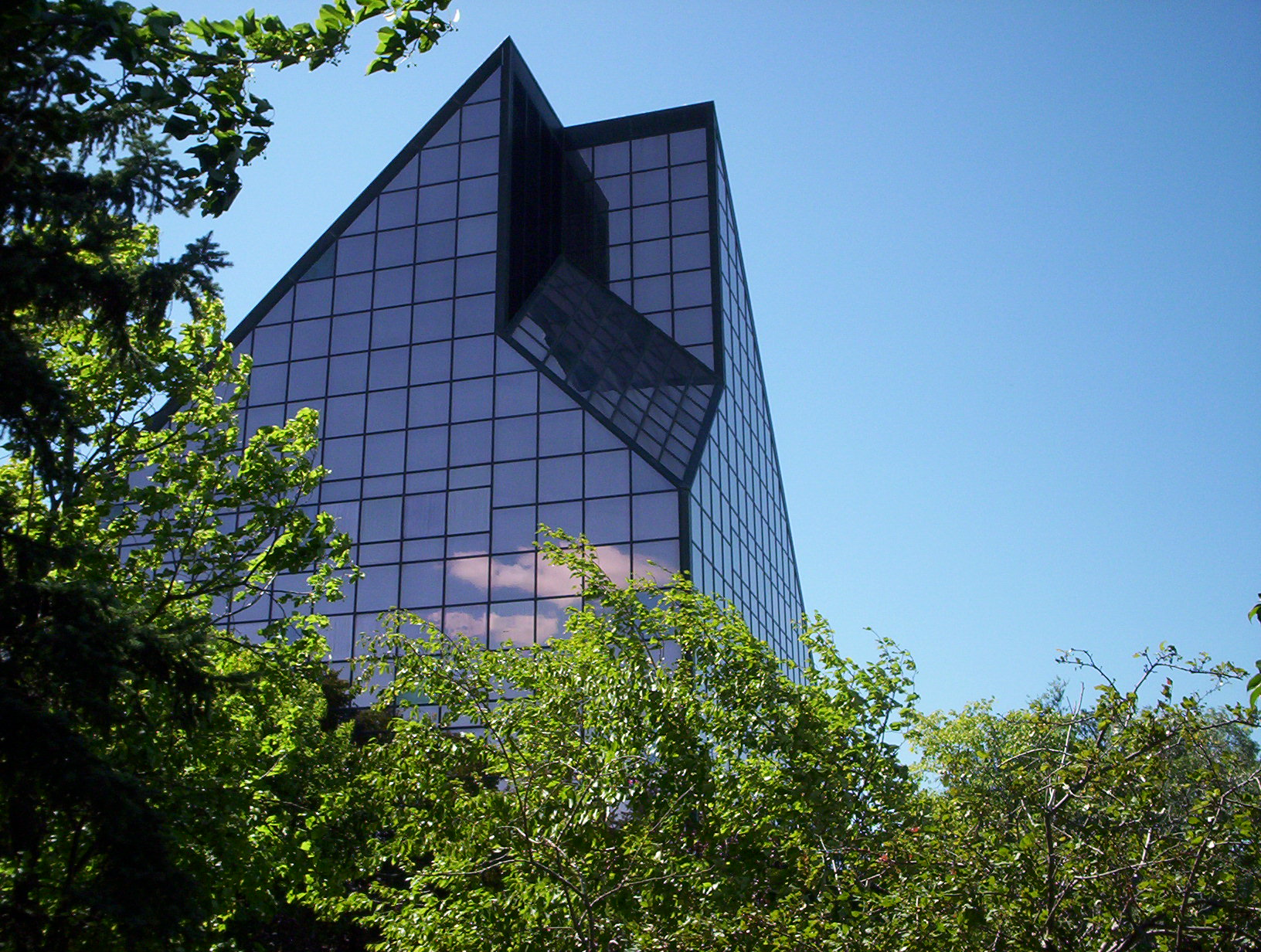
Monnaie royale canadienne à Winnipeg

Il existe deux bâtiments principaux de la Monnaie royale canadienne.
Le premier bâtiment est conçu par David Ewart (en), l'architecte en chef du Dominion de 1896 à 1914. Achevé en 1908, le Lieu historique national du Canada de la Monnaie-Royale-Canadienne est situé dans la capitale, Ottawa, où les pièces commémoratives sont frappées,.
La plus récente Monnaie royale canadienne à Winnipeg est conçu par l'architecte franco-manitobain Étienne Gaboury et construit en 1976. C'est ici que les pièces de circulations sont frappées.